# Limitations de vitesse en Tchéquie

Panneau de limitations de vitesse à l'entrée de la République tchèque

En Tchéquie (abréviation officielle: CZ - pour "Czechia" en anglais), comme pour la Pologne et l'Espagne, mieux vaut prendre votre temps et noter toutes les limitations de vitesse existantes :
- En ville, la vitesse est limitée à 50 km/h
- Hors agglomération, sur une chaussée unique à double sens, la vitesse maximale est de 90 km/h
- Sur une voie rapide (route à deux chaussées séparées par un terre-plein central) telle qu'on les connaît en France, la vitesse est limitée à 110 km/h (sauf sur les portions urbaines, où la vitesse est limitée à 80 km/h)
- Sur les autoroutes, la vitesse est limitée à 130 km/h (sauf sur les portions urbaines, où la vitesse est limitée à 80 km/h)
- Sur les sections péri-urbaines des voies rapides ou des autoroutes, la vitesse est limitée à 80 km/h

Les contrôles de vitesse sont très fréquents, y compris sur autoroute déserte, afin d'arrêter les contrevenants à l'obligation d'acheter la vignette autoroutière.

## Autres règles
- L'allumage des feux de croisement est obligatoire 24h/24 ;
- La vignette autoroutière est obligatoire sur voie rapide et sur autoroute, sauf lors de la présence d'un panneau "bez poplatku" (sans vignette) ;
- Alcoolémie maximale autorisée au volant : nul (0,0 g/L d'alcool dans le sang).